# Andreja Slokar
Andreja Slokar (Ajdovščina, 15 oktober 1997) is een Sloveense alpineskiester.

## Carrière
Slokar maakte haar wereldbekerdebuut in januari 2018 in Kranjska Gora. In januari 2021 scoorde de Sloveense in Flachau haar eerste wereldbekerpunten. Op de wereldkampioenschappen alpineskiën 2021 in Cortina d'Ampezzo eindigde ze als vijfde op de slalom, in de landenwedstrijd eindigde ze samen met Rok Aznoh, Ana Bucik en Aljaz Dvornik op de elfde plaats. In maart 2021 behaalde Slokar in Jasna haar eerste toptienklassering in een wereldbekerwedstrijd. Op 14 november 2021 boekte de Sloveense in Lech/Zürs haar eerste wereldbekerzege.

## Resultaten

### Olympische Winterspelen
| Jaar | Plaats | Resultaten                                     |
| ---- | ------ | ---------------------------------------------- |
| 2022 | Peking | 5e Slalom 7e Landenwedstrijd DNF2 Reuzenslalom |

### Wereldkampioenschappen
| Jaar | Plaats            | Resultaten                                  |
| ---- | ----------------- | ------------------------------------------- |
| 2021 | Cortina d'Ampezzo | 5e Slalom 11e Landenwedstrijd BQLF Parallel |
| 2025 | Saalbach          | 6e Slalom 9e Teamcombinatie                 |

### Wereldbeker
Eindklasseringen
| Seizoen   | Algm | SL  | RS  | PAR  |
| --------- | ---- | --- | --- | ---- |
| 2020/2021 | 46e  | 19e | 31e | –    |
| 2021/2022 | 23e  | 8e  | 30e | Goud |
|           |      |     |     |      |
| 2023/2024 | 61e  | 22e | –   |      |
| 2024/2025 | 32e  | 12e | –   |      |

Wereldbekerzeges
| Datum      | Plaats    | Onderdeel      |
| ---------- | --------- | -------------- |
| 13/11/2021 | Lech-Zürs | Parallelslalom |
| 19/03/2022 | Méribel   | Slalom         |